# 加州藝術學院 (三藩市)
加州艺术学院（簡稱：CCA）是位于加利福尼亚州旧金山的一所私立艺术学校。 它于 1907 年在加利福尼亚州伯克利成立，并于 1922 年搬到加利福尼亚州奥克兰的一个历史悠久的庄园。1996 年，它在旧金山开设了第二个校区； 2022年，奥克兰校区关闭，并入旧金山校区。

## 历史
加州艺术学院于 1907 年由弗雷德里克·迈耶 (Frederick Meyer) 在伯克利创立，当时是工艺美术运动鼎盛时期的加州工艺美术协会学校。 工艺美术运动起源于 19 世纪后期的欧洲，作为对机器时代工业美学的回应。 该运动的追随者提倡对艺术、设计和工艺采取综合方法。
1908年学校更名为加州工艺美术学校 (California School of Arts and Crafts)，1936年更名为加州工艺美术学院 (California College of Arts and Crafts)。
该学院的奥克兰校区于 1922 年被收购，当时迈耶在百老汇和学院大道购买了占地四英亩的 James Treadwell 庄园。 它的两座建筑在国家历史名胜名录上。 旧金山校区开放后，奥克兰校区继续开设更传统的工艺工作室，如艺术玻璃、珠宝金属艺术、版画、绘画、雕塑和陶瓷课程。
1940年设立了艺术学硕士课程。
在 80 年代，该学院开始在旧金山租用多个地点，并于 1996 年在该市的设计区开设了一个校园，改造了一座前灰狗维修大楼。
2003年学院更名为加州艺术学院 (California College of the Arts)。
2016 年决定关闭奥克兰校区，并整合旧金山校区的所有活动。 奥克兰课程的最后一天是 2022 年 5 月 6 日。该学院表示将“重建校园，包括社区聚集空间、经济适用房、艺术非营利组织的办公空间和自行车停车场，同时保留校园内的历史建筑群和树木。”
加州艺术学院的吉祥物為奇美拉，又名喀邁拉（卡美拉），是源自希臘神話中一種獅頭、羊身、蛇尾的吐火怪喀邁拉。吉祥物並沒有特定的設計,因此該校每年會舉辦吉祥物設計比賽，以公開投票的方式選出優勝者，最受歡迎的設計會印製在那一年的學校T恤上。

## 学术
加州艺术学院提供 22 个本科专业和 13 个研究生专业。 2021 年，CCA 推出了漫画学士。 CCA授予美术学士、文学学士、建筑学学士、美术硕士、文学硕士、建筑学硕士、高级建筑设计硕士、设计硕士、工商管理硕士等学位。
在美国新闻与世界报道 2020 年的排名中，加州艺术学院在研究生美术课程中排名第 10，在平面设计中排名第 4，在陶瓷方面排名第 6。 本科课程的平均班级人数为 13 人，研究生课程为 12 人。 师生比例为8:1。

## 中文譯名
中文譯名因為與位於南加州的CalArts相同，於是時常被搞混。雖然與CalArts同屬藝術學院，兩者的校園風格和歷史以及特色完全不同。兩者之間並無任何關係。

## 外部連結
- 加州藝術學院-CCA簡介（页面存档备份，存于）